# Монроова доктрина
Монроова доктрина је била америчка политика супротстављања европском колонијализму у Америци почевши од 1823. године. Амерички председник Џејмс Монро се 1823. године побунио против интервенције европских држава на америчком континенту. У доктрини је речено да ће се даљи напори европских држава да преузму контролу над било којом независном државом у Северној или Јужној Америци сматрати „манифестацијом непријатељског расположења према Сједињеним Државама”. У том тренутку усмерена против интервенционистичких намера Свете алијансе европских сила према бившим шпанским и португалским колонијама у Јужној Америци, та политика касније под геслом „Америка Американцима“ добила јако национално обележје.
Монро је том приликом упутио посланицу Конгресу у којој је истакао неопходност поштовања три начела: 
1. забрана даље колонизације Америке од стране европских држава,
2. забрана мешања европских држава у унутрашње ствари америчких држава,
3. изјава да САД неће интервенисати и мешати се у европске послове или спорове.

Ова доктрина не представља прави почетак у сузбијању интервенције, јер овом посланицом није била искључена интервенција америчких држава међусобно. Зато је прва доктрина која уводи начело неинтервенције у међународни поредак у ствари Драгова доктрина.